# Christina Nilsson-ulykken
Christina Nilsson-ulykken var en ulykke, der fandt sted foran Grand Hôtel i Stockholm den 23. september 1885. Den populære sopran Christina Nilsson havde sunget nogle sange fra hotelbalkonen, da der udbrød panik blandt de 30.000-50.000 tilhørere, og 16 kvinder og to piger blev trampet ihjel, mens mere end 70 blev såret.